# Alexis Cossio
Alexis Cossio Zamora (Lima, 11 de febrero de 1995) es un futbolista peruano. Juega como lateral izquierdo y su equipo actual es el Carlos A. Mannucci de la Liga 2 de Perú.

## Trayectoria

### Sporting Cristal
Luego de realizar las divisiones inferiores en el Sporting Cristal, Alexis Cossio fue promovido al plantel profesional por el entrenador Claudio Vivas para la temporada 2013 del club. Cossio debutó profesionalmente el 15 de septiembre de ese año, en el triunfo de su equipo por 0-1 ante el Pacífico F.C. de Huacho. Cossio se ganó el titularato de la banda izquierda con el correr de los partidos, ese mismo año fue considerado el futbolista revelación del campeonato peruano.
El 2014 alternó su posición con Yoshimar Yotún en Sporting Cristal, ese año Cossio jugó por primera vez la Copa Libertadores de América. En el plano local, el joven lateral marcó su primer gol el 18 de agosto de ese año al darle el empate a su equipo por 1-1 ante Cienciano jugando en Cusco. Además, bajo la dirección técnica de Daniel Ahmed, consiguió esa temporada sus primeros títulos profesionales: el Torneo Clausura y del Descentralizado 2014 ganándole la final al Juan Aurich. Alexis Cossio fue un titular habitual en ambos torneos demostrando actuaciones sorprendentes para un jugador de su edad.
En 2015, Cossio tuvo una buena temporada, donde fue elegido en el equipo ideal del Torneo Apertura. Esto se debió gracias a sus grandes actuaciones, que él pudo demostrar más seguido, ya que su competidor de puesto, Yoshimar Yotun emigró al Malmö de Suecia. Cossio logró el Apertura ese año bajo la mano de Daniel Ahmed y también llegaron a la final de los play offs donde fueron derrotados ante FBC Melgar.

### Alianza Lima
Ficha en el 2017 por Alianza Lima donde campeona con los victorianos.

### Real Garcilaso
Ficha en el 2018 por Real Garcilaso. Renueva por todo el 2019 con el elenco cusqueño para la Copa Libertadores y la Liga 1 .
En el 2024 desciende de categoría con el Carlos A. Mannucci.

## Selección nacional

### Selección de fútbol del Perú Sub-18
Alexis Cossio integró la Selección peruana sub-18 que participó en los Juegos Bolivarianos de 2013 y obtuvo la medalla de bronce.
| Competencia                 | Sede | Resultado | PJ | Goles |
| --------------------------- | ---- | --------- | -- | ----- |
| Juegos Bolivarianos de 2013 | Perú | Bronce    | 4  | 1     |

## Estadísticas

### Clubes
Actualizado el 1 de marzo de 2022.
| Club | Div              | Temporada        | Liga  | Liga  | Copas nacionales(1) | Copas nacionales(1) | Torneos internacionales(2) | Torneos internacionales(2) | Total | Total |
| Club | Div              | Temporada        | Part. | Goles | Part.               | Goles               | Part.                      | Goles                      | Part. | Goles |
| --- | ---------------- | ---------------- | ----- | ----- | ------------------- | ------------------- | -------------------------- | -------------------------- | ----- | ----- |
| Sporting Cristal · Perú | 2013             | 1.ª              | 9     | 0     | —                   | —                   | —                          | —                          | 9     | 0     |
| Sporting Cristal · Perú | 2014             | 1.ª              | 20    | 2     | 9                   | 0                   | 2                          | 0                          | 31    | 2     |
| Sporting Cristal · Perú | 2015             | 1.ª              | 32    | 2     | 7                   | 0                   | 4                          | 0                          | 43    | 2     |
| Sporting Cristal · Perú | 2016             | 1.ª              | 19    | 1     | 0                   | 0                   | 2                          | 0                          | 21    | 1     |
| Sporting Cristal · Perú | Total club       | Total club       | 80    | 5     | 16                  | 0                   | 8                          | 0                          | 104   | 5     |
| Alianza Lima · Perú | 2017             | 1.ª              | 18    | 0     | 12                  | 0                   | 2                          | 0                          | 32    | 0     |
| Alianza Lima · Perú | Total club       | Total club       | 18    | 0     | 12                  | 0                   | 2                          | 0                          | 32    | 0     |
| Real Garcilaso · Perú | 2018             | 1.ª              | 26    | 0     | 8                   | 1                   | 4                          | 0                          | 38    | 1     |
| Real Garcilaso · Perú | 2019             | 1.ª              | 15    | 0     | 1                   | 0                   | 2                          | 0                          | 18    | 0     |
| Real Garcilaso · Perú | Total club       | Total club       | 41    | 0     | 9                   | 1                   | 6                          | 0                          | 56    | 1     |
| Ayacucho FC · Perú | 2020             | 1.ª              | 29    | 1     | 0                   | 0                   | 0                          | 0                          | 29    | 1     |
| Ayacucho FC · Perú | Total club       | Total club       | 29    | 1     | 0                   | 0                   | 0                          | 0                          | 29    | 1     |
| Deportivo Municipal · Perú | 2021             | 1.ª              | 12    | 0     | 2                   | 0                   | 0                          | 0                          | 14    | 0     |
| Deportivo Municipal · Perú | Total club       | Total club       | 12    | 0     | 2                   | 0                   | 0                          | 0                          | 14    | 0     |
| Cienciano · Perú | 2022             | 1.ª              | 22    | 0     | —                   | —                   | 2                          | 0                          | 24    | 0     |
| Cienciano · Perú | Total club       | Total club       | 22    | 0     | 0                   | 0                   | 2                          | 0                          | 24    | 0     |
| Total en carrera | Total en carrera | Total en carrera | 202   | 6     | 39                  | 1                   | 18                         | 0                          | 259   | 7     |
| (1) Incluye datos de la Copa Inca, Torneo de Verano y Copa Bicentenario. (2) Incluye datos de la Copa Libertadores de América y Copa Sudamericana. |                  |                  |       |       |                     |                     |                            |                            |       |       |

## Palmarés

### Campeonatos nacionales
| Título                    | Club             | País | Año  |
| ------------------------- | ---------------- | ---- | ---- |
| Primera División del Perú | Sporting Cristal | Perú | 2014 |
| Primera División del Perú | Sporting Cristal | Perú | 2016 |
| Primera División del Perú | Alianza Lima     | Perú | 2017 |

### Torneos cortos
| Título          | Club             | País | Año  |
| --------------- | ---------------- | ---- | ---- |
| Torneo Clausura | Sporting Cristal | Perú | 2014 |
| Torneo Apertura | Sporting Cristal | Perú | 2015 |
| Torneo Clausura | Sporting Cristal | Perú | 2016 |
| Torneo Apertura | Alianza Lima     | Perú | 2017 |
| Torneo Clausura | Alianza Lima     | Perú | 2017 |
| Torneo Clausura | Ayacucho FC      | Perú | 2020 |

### Campeonatos internacionales
| Título              | Equipo                   | Sede     | Año  |
| ------------------- | ------------------------ | -------- | ---- |
| Juegos Bolivarianos | Selección peruana sub-18 | Trujillo | 2013 |

### Distinciones individuales
| Distinción                                                                | Año  |
| ------------------------------------------------------------------------- | ---- |
| Futbolista revelación del Perú.                                           | 2013 |
| Preseleccionado como arquero en el mejor once de la Liga 1 según la SAFAP | 2020 |
| Equipo ideal de la Liga 1 según Dechalaca.com                             | 2020 |
| Once ideal de la Liga 1                                                   | 2020 |